# Сампсон Странопримац
Свети Сампсон Странопримац је хришћански светитељ. 
Овај светитељ рођен је од богатих и знаменитих родитеља у староме Риму, где је стекао високо образовање за то време, а посветио се нарочито лекарској науци. 
Сампсон је био милосрдан лекар. Лечио је болеснике како лековима тако и молитвама. Сваког болесника је саветовао да испуњава прописе хришћанске вере. Потом се преселио у Цариград, где је живео у једном маленом дому. 
За врлине овог светитеља чуо је патријарх и рукоположио га за свештеника. У то време разболео се цар Јустинијан Велики (527 - 565), и болест његова је по уверавању свих лекара била неизлечива. У хришћанској традицији помиње се да се тада цар помолио Богу, са великим усрђем, и да му је Бог открио у сну, да ће га Сампсон излечити. Хришћани верују да када је цар сазнао за Сампсона и дозвао га је у свој двор, чим је старац ставио своју руку на болно место, цар је оздравио. Па кад му је цар нудио велико благо за то, Сампсон се захвалио и није хтео ништа примити говорећи цару: "О царе, имадох ја и злата и сребра и осталог имања, но све оставих ради Христа, да бих добио вечна блага небеска". Али када је цар инсистирао да му нешто учини, Сампсон је замолио цара, да му сазида један дом за убоге. У томе дому Сампсон је служио убогим. 
Свети Сампсон је преминуо 27. јуна (10 јула) 530. године и сахрањен је у цркви светог мученика Мокија, његовог сродника. У хришћанској традицији помиње се да се после смрти Сампсон више пута јављао онима који су га на призивали у помоћ.
Српска православна црква слави га 27. јуна по црквеном, а 10. јула по грегоријанском календару.